# Melophorus ludius
Melophorus ludius är en myrart som beskrevs av Auguste-Henri Forel 1902. Melophorus ludius ingår i släktet Melophorus och familjen myror.

## Underarter
Arten delas in i följande underarter:
- M. l. ludius
- M. l. sulla

## Bildgalleri

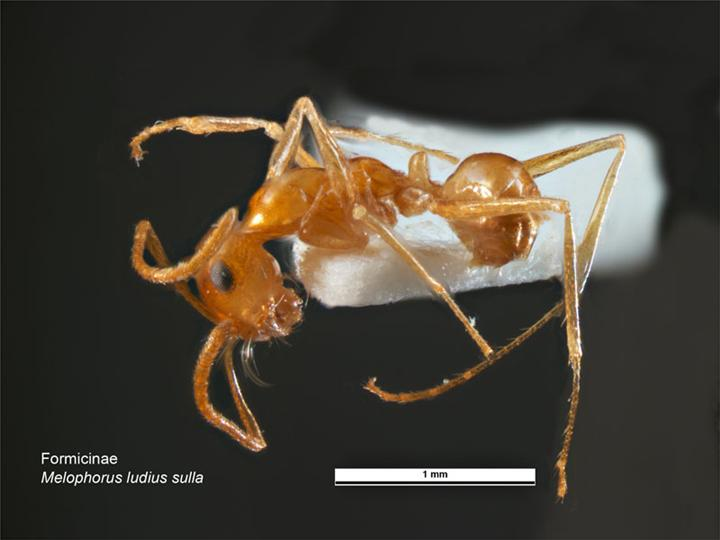